# Carabal
 (janvier 2019).
 (janvier 2019).
- Si vous ne connaissez pas le sujet, laissez ce bandeau (vous pouvez alors contacter les auteurs).
- Si vous supprimez le contenu mis en cause (vous pouvez préalablement contacter les auteurs),

argumentez précisément cette suppression dans la page de discussion
(un manque de référence n'est pas un argument ; une recherche réelle de référence doit avoir été effectuée, être formellement documentée).
Pascal Cara Costea, dit Carabal, est un auteur français de bande dessinée né le 1er avril 1955 à Paris. 

## Biographie
Carabal est le fils de Philippe Cara Costea, peintre et sculpteur (1925-2006).
Tout comme son père, Carabal se lance à la fin de ses courtes études dans une carrière artistique, entrecoupée d'emplois précaires (galeriste, décorateur pour l'équipe de Jean-Christophe Averty, antiquaire, etc.)
Il vend son premier dessin à l'AutoJournal avant de collaborer avec Le Figaro, Maxi, Le Nouvel Observateur, Afrique Football, VSD Nature, Les éditions médicales Masson, Minute, et d'accompagner des entreprises dans leur communication interne (Auguste Thouard, Thomson, CCF). 
À 40 ans, cherchant à renouveler son graphisme, il dessine quelques pages de bande dessinée sur l'un de ses sujets favoris : ses propres enfants. Il les propose à Femme actuelle où elles sont publiées en avant première pendant 10 ans sous le nom Les Gosses. Tous les ans, il publie un tome des aventures du même nom aux éditions Dupuis.

## Œuvres publiées

### Bande dessinée
- Éditeur : Jacques Grancher (prépublié dans l'hebdomadaire d'extrême droite Minute) :

1. Calamity Roi, 1983
2. Les Aventures de Mite et Roi, 1983

- Les Gosses, Dupuis :

1. Et en plus, c'est vrai !, 1997
2. T'as rien compris, 1997
3. T'as dit quoi ?, 1998
4. C'est trop bien !, 1999
5. On a bien le droit de rire, quand même !, 1999
6. Ch'ais pas quoi faire !, 2000
7. C'est quand qu'on mange ?, 2001
8. C'est qui qu'a prouté ?, 2002
9. Mais.. Pourquoi tu t'énerves ?, 2003
10. G.U. un 8 en fran_C, 2004
11. Tiens, c'est pour toi !, 2005
12. On assure grave !, 2006
13. Trop la classe, 2007
14. Bonjour l'angoisse, 2008
15. Ça pousse grave!, 2009
16. T'1 quiète man, j'boss ché 1 cop1, 2010